# (894) Erda
(894) Erda – planetoida z grupy pasa głównego asteroid okrążająca Słońce w ciągu 5 lat i 184 dni w średniej odległości 3,12 au. Została odkryta 4 czerwca 1918 roku w Landessternwarte Heidelberg-Königstuhl, w Heidelbergu przez Maxa Wolfa. Nazwa pochodzi od Erdy, bogini uosabiającej bezpłodną ziemię w mitologii nordyckiej. Przed jej nadaniem planetoida nosiła oznaczenie tymczasowe (894) 1918 DT.